# Dun-les-Places
Pour les articles homonymes, voir Dun.
Dun-les-Places est une commune française située dans le département de la Nièvre, en région Bourgogne-Franche-Comté.

## Géographie
Dun-les-Places se situe dans le Morvan et fait partie de son parc naturel régional.

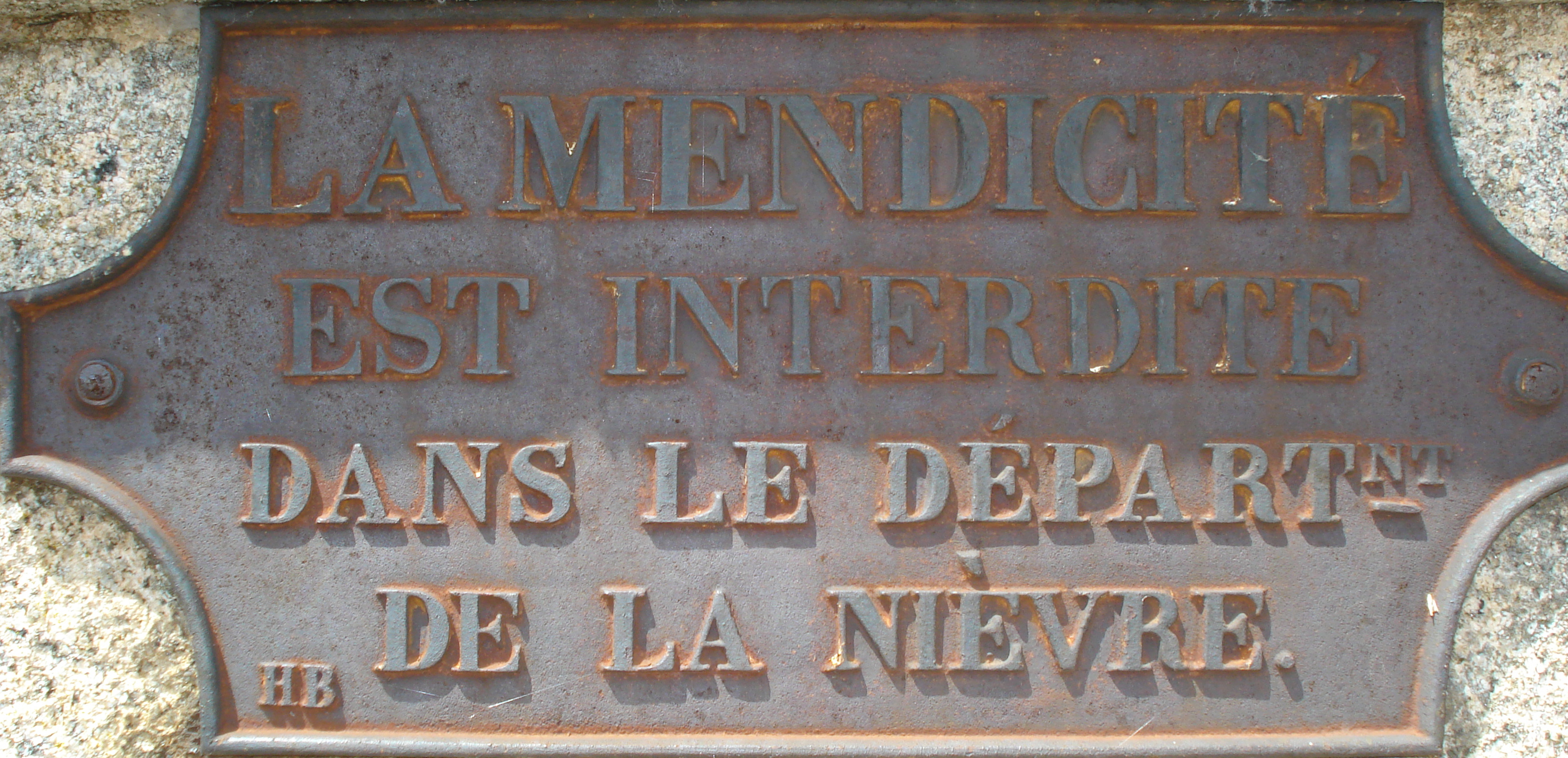
Dun-les-Places, plaque La mendicité est interdite...
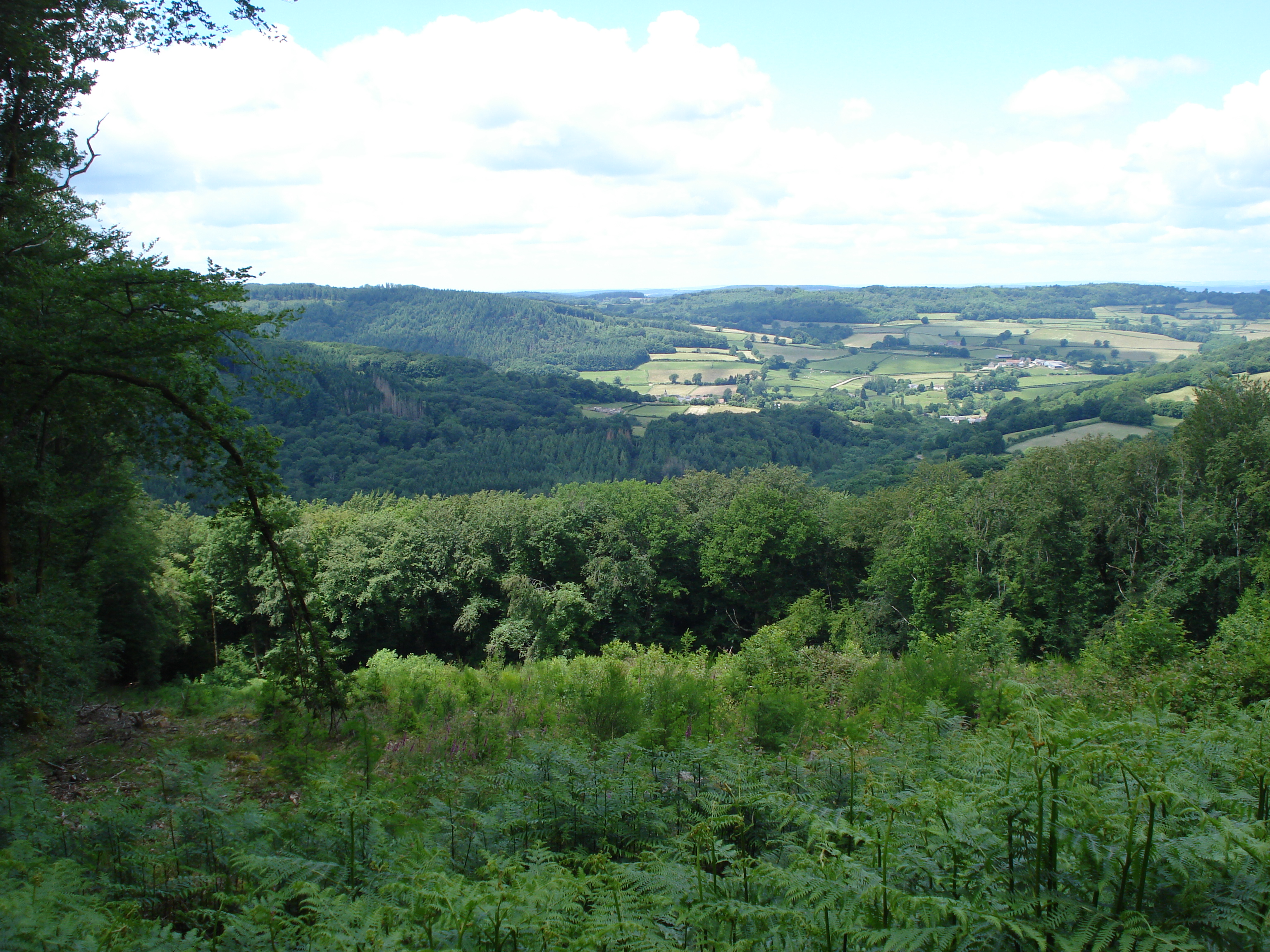
Panorama du Morvan avec au fond Dun-les-Places.

### Villages, hameaux, lieux-dits, écarts
L'Huis Meunier, l'Huis Laurent, les Maires, l'Huis Châtelain, Bornoux, Mézoc de Froid, Mézaugeux, Mézauguichard, l'Huis Bonin, Bonaré, le Parc, les Bourdiaux, la Vernoie, l'Huis Tripier, le Vieux Dun, le Moulin des Bruyères, Vermot, le Moulin Tripier, Breuil, l'Huis des Râpes, le Moulin de Saloué, le Montal, le Champ de l'Etang, l'Huis Gillot, la Croix Maurienne, l'Huis des Chênes, les Cachaux, le Moulin du Plateau, le Moulin du Railly, le Moulin des Guittes.

### Climat
Pour des articles plus généraux, voir Climat de la Bourgogne-Franche-Comté et Climat de la Nièvre.
En 2010, le climat de la commune est de type climat de montagne, selon une étude du Centre national de la recherche scientifique s'appuyant sur une série de données couvrant la période 1971-2000. En 2020, Météo-France publie une typologie des climats de la France métropolitaine dans laquelle la commune est exposée à un climat océanique altéré et est dans la région climatique  Lorraine, plateau de Langres, Morvan, caractérisée par un hiver rude (1,5 °C), des vents modérés et des brouillards fréquents en automne et hiver. 
Pour la période 1971-2000, la température annuelle moyenne est de 9,7 °C, avec une amplitude thermique annuelle de 15,9 °C. Le cumul annuel moyen de précipitations est de 1 245 mm, avec 14,3 jours de précipitations en janvier et 9,3 jours en juillet. Pour la période 1991-2020, la température moyenne annuelle observée sur la station météorologique installée sur la commune est de 10,4 °C et le cumul annuel moyen de précipitations est de 1 181,7 mm. 
La température maximale relevée sur cette station est de 37,6 °C, atteinte le 24 juillet 2019 ; la température minimale est de −15,3 °C, atteinte le 7 février 2012,,. 
| Mois                                  | jan.          | fév.           | mars          | avril         | mai           | juin         | jui.          | août          | sep.          | oct.          | nov.          | déc.           | année      |
| ------------------------------------- | ------------- | -------------- | ------------- | ------------- | ------------- | ------------ | ------------- | ------------- | ------------- | ------------- | ------------- | -------------- | ---------- |
| Température minimale moyenne (°C)     | 0             | −0,1           | 2,3           | 5,4           | 8,2           | 11,7         | 13,5          | 13,3          | 10,2          | 7,5           | 4             | 1,1            | 6,4        |
| Température moyenne (°C)              | 2,4           | 2,9            | 6,2           | 9,9           | 12,8          | 16,5         | 18,6          | 18,5          | 14,9          | 11            | 6,9           | 3,6            | 10,4       |
| Température maximale moyenne (°C)     | 4,8           | 5,9            | 10,1          | 14,4          | 17,3          | 21,3         | 23,7          | 23,6          | 19,6          | 14,6          | 9,7           | 6,1            | 14,3       |
| Record de froid (°C) date du record   | −9,8 05.01.10 | −15,3 07.02.12 | −9 12.03.10   | −6,2 04.04.22 | −0,3 06.05.19 | 3,1 14.06.08 | 5,6 14.07.16  | 4,7 26.08.18  | 2,2 18.09.22  | −4 29.10.12   | −8,2 30.11.10 | −13,2 20.12.09 | −15,3 2012 |
| Record de chaleur (°C) date du record | 18,9 01.01.22 | 20,9 27.02.19  | 23,5 31.03.21 | 25,7 15.04.15 | 29,8 25.05.09 | 36 27.06.19  | 37,6 24.07.19 | 35,5 08.08.20 | 32,7 05.09.23 | 28,2 02.10.23 | 23,3 08.11.15 | 16,8 19.12.15  | 37,6 2019  |
| Précipitations (mm)                   | 119,7         | 83,4           | 96,7          | 85,9          | 117,9         | 78,5         | 77,1          | 75,3          | 79,3          | 102,7         | 120,3         | 144,9          | 1 181,7    |

| Diagramme climatique                                  |             |             |             |              |              |              |              |              |              |           |             |
| J                                                     | F           | M           | A           | M            | J            | J            | A            | S            | O            | N         | D           |
| 4,80119,7                                             | 5,9−0,183,4 | 10,12,396,7 | 14,45,485,9 | 17,38,2117,9 | 21,311,778,5 | 23,713,577,1 | 23,613,375,3 | 19,610,279,3 | 14,67,5102,7 | 9,74120,3 | 6,11,1144,9 |
| Moyennes : • Temp. maxi et mini °C • Précipitation mm |             |             |             |              |              |              |              |              |              |           |             |

Les paramètres climatiques de la commune ont été estimés pour le milieu du siècle (2041-2070) selon différents scénarios d'émission de gaz à effet de serre à partir des nouvelles projections climatiques de référence DRIAS-2020. Ils sont consultables sur un site dédié publié par Météo-France en novembre 2022.

## Urbanisme

### Typologie
Au 1er janvier 2024, Dun-les-Places est catégorisée commune rurale à habitat très dispersé, selon la nouvelle grille communale de densité à sept niveaux définie par l'Insee en 2022.
Elle est située hors unité urbaine et hors attraction des villes,.

### Occupation des sols
L'occupation des sols de la commune, telle qu'elle ressort de la base de données européenne d’occupation biophysique des sols Corine Land Cover (CLC), est marquée par l'importance des forêts et milieux semi-naturels (64,8 % en 2018), une proportion sensiblement équivalente à celle de 1990 (64,1 %). La répartition détaillée en 2018 est la suivante : forêts (63,8 %), prairies (27,5 %), zones agricoles hétérogènes (6,2 %), milieux à végétation arbustive et/ou herbacée (1 %), zones urbanisées (0,8 %), eaux continentales (0,7 %). L'évolution de l’occupation des sols de la commune et de ses infrastructures peut être observée sur les différentes représentations cartographiques du territoire : la carte de Cassini (XVIIIe siècle), la carte d'état-major (1820-1866) et les cartes ou photos aériennes de l'IGN pour la période actuelle (1950 à aujourd'hui).

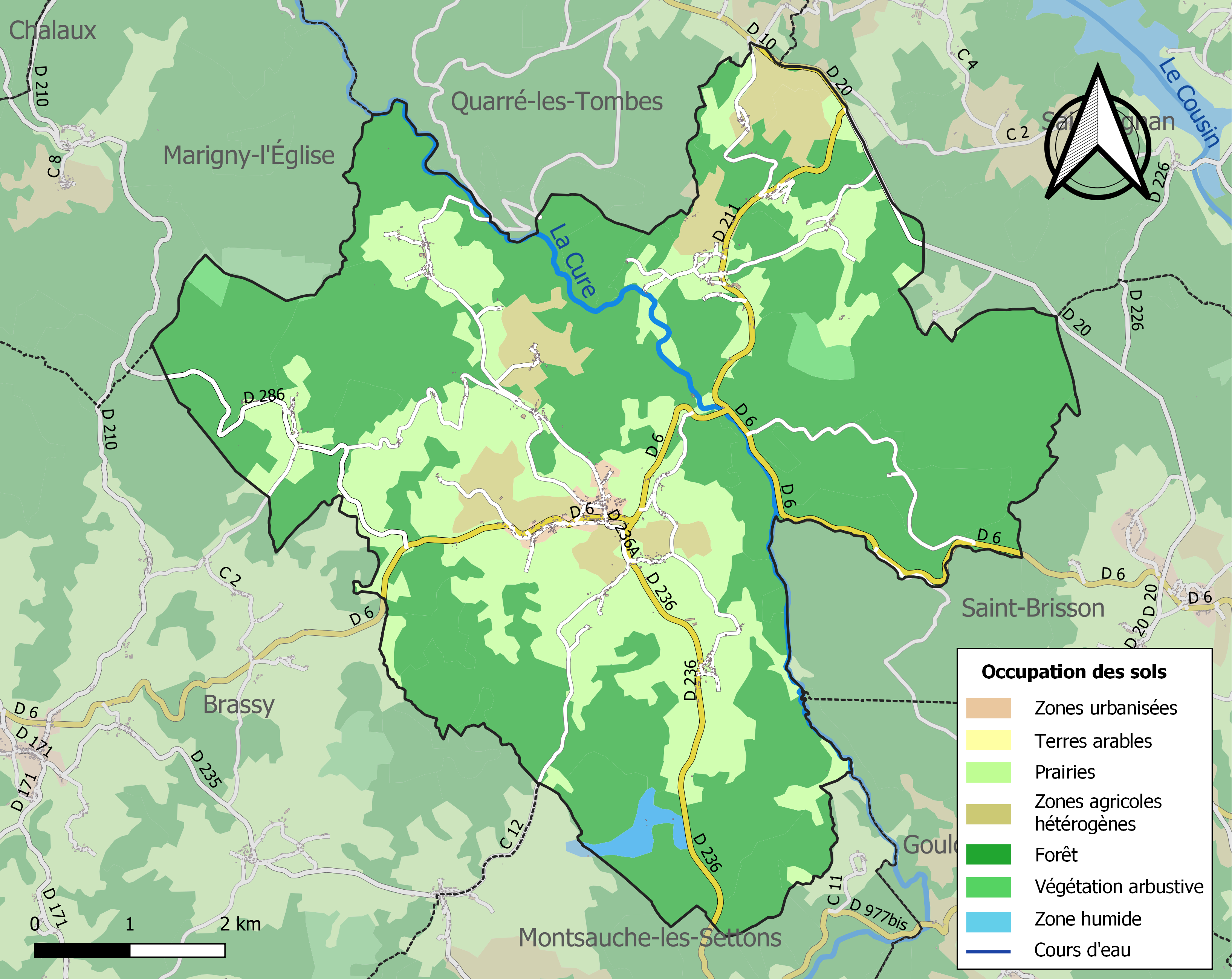
Carte des infrastructures et de l'occupation des sols de la commune en 2018 (CLC).

## Toponymie

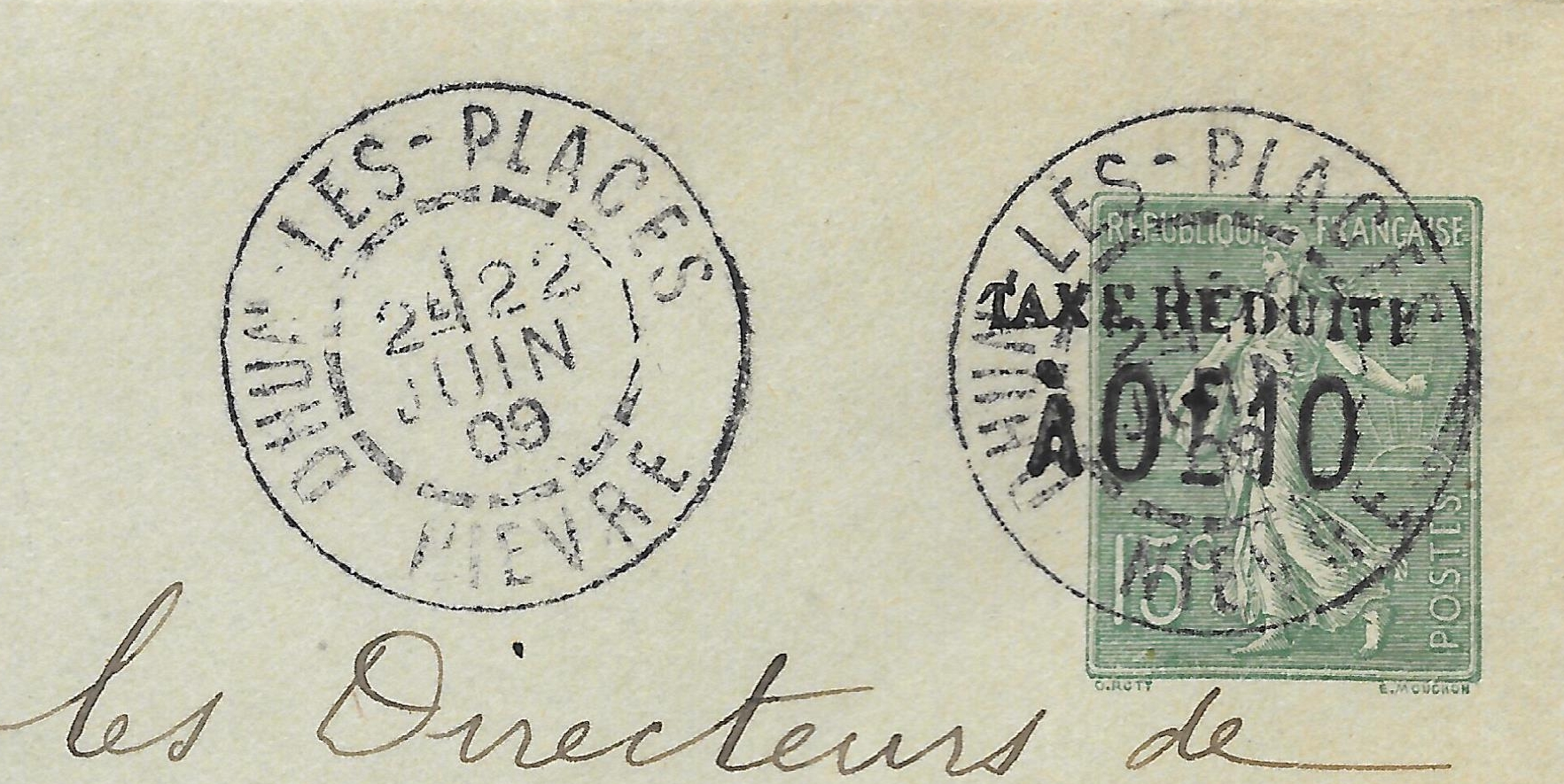
En 19o9, on écrivait DHUN-LES-Places.

Elle tire son nom du celte dunon ou dunum, forteresse, colline, qu'on retrouve en particulier dans les noms de le Vieux-Dun, hameau de la commune de Dun-les-Places (voir l'article Dun (forteresse)).
On relève les formes suivantes du nom de la commune : Dunus (XIVe siècle), Dung (1514) et Dun-les-Places (1590). Au XIXe siècle, son nom s'orthographiait « D'Hun-Les-Places ».

## Histoire
- La première mention de la commune date du début du XIVe siècle.
- Le 7 octobre 1908, Lazare Lheutreau, maire de Dun et marchand de bestiaux, est assassiné dans un train à son retour de Paris, où il avait vendu pour plus de six mille francs de bestiaux[14].

### Seconde Guerre mondiale

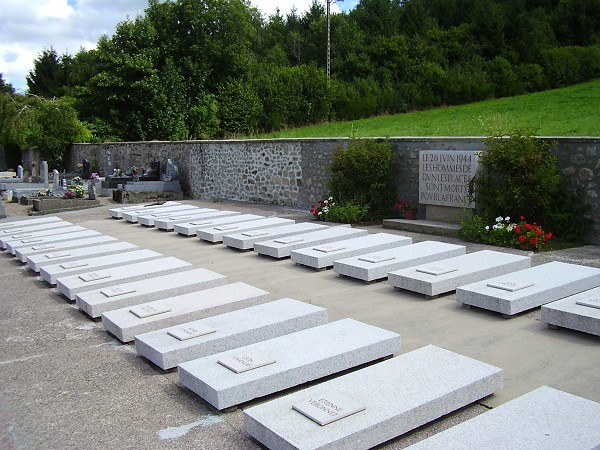
Mémorial des victimes du 26 juin 1944, inauguré en juin 2016 par François Hollande.

Dun-les-Places est un des villages martyrs de la Libération de 1944. C’est le 26 juin 1944 que le village, avec ses 806 habitants dont 120 dans le bourg proprement dit, voit débuter un martyre qui le fera surnommer l’Oradour du Morvan. Un odonyme local (rue du 26-Juin-1944) rappelle cet événement.
Le 24 juin, les villages de  Montsauche et Planchez sont détruits par les Allemands.
Le 25 juin, vers 14 heures, un groupe d’habitants de Montsauche arrive à la mairie de Dun-les-Places et demande que les élèves rentrent chez eux car les troupes allemandes sont sur la route de Dun-Les-Places.
A 14 h 30, les Allemands arrivent et sont à la recherche de résistants qu’ils qualifient de « terroristes ». Ils vérifient les identités de tous les hommes du village, ils commencent à piller les maisons. Tous les hommes du bourg ou presque sont réunis sur les marches de l’église pour le contrôle des papiers. Vers 20 heures, d’autres soldats arrivent, beaucoup d’entre eux sont saouls.
Le 26 juin, en début d’après-midi, 400 soldats environ arrivent à Dun-les-Places par voitures et camions. Le but affiché : la recherche des terroristes. Mais les contrôles d’identité ne donnent rien, tous les hommes sont relâchés. En fin d’après-midi, les troupes quittent Dun-les-Places et prennent la route de Vermot ; ils sont alors attaqués par les maquisards du maquis Camille qui protègent le château de Vermot transformé en hôpital. Le combat se poursuit jusqu’à la nuit : le château est occupé et l’hôpital incendié, mais les maquisards arrivent à contenir les Allemands et à évacuer l’hôpital. En fin de journée, un deuxième convoi arrive à Dun-les-Places, comprenant les chefs de l’expédition en provenance de Dijon et de Chalon-sur-Saône. Tous les hommes du village sont arrêtés, le bourg est bouclé, les troupes envahissent les maisons. En début de soirée, une attaque simultanée amène fusillade et pilonnage de l’église. Un orage renforce chez les habitants le sentiment d’épouvante. Vers 20 heures un nouveau groupe d'Allemands arrive et installe un canon dans le clocher afin de créer une provocation en tirant à blanc sur les troupes. À 22 heures, alors que l'électricité est coupée et que l'orage se déchaîne, éclatent des coups de feu et de canon dans tout le village puis le silence revient. Les Allemands brisent les portes et les vitres et envahissent les maisons en poussant des cris. Ils s'y installent, vidant les caves du vin et de toute la nourriture qu'ils peuvent y trouver. Autour de 22 heures 30, le massacre des prisonniers est ordonné : aucun des 27 Dunois arrêtés ne réchappe à la grenade et au fusil-mitrailleur. Les femmes, avec les enfants, sont cloîtrées dans les maisons et sont parfois obligées d’héberger les soldats et de les nourrir, parfois même de leur donner de l’alcool.
Le 27 juin, le village est systématiquement pillé. Les Allemands entassent dans leurs camions linge, literie et objets de valeur après avoir abattu porcs, moutons et volaille. À partir de 8 heures, les habitants sont autorisés à quitter les maisons. Certains pensent que les hommes vont être emmenés en Allemagne, cependant ils vont apprendre la mort de certains hommes. Cette journée est marquée par le pillage des ressources du bourg, une infirmière essaye de sauver certains blessés. Des centaines de camions arrivent dans le village et emmènent les objets volés et les voitures des habitants. Durant toute la journée, les soldats volent dans les maisons les affaires des habitants du bourg. Les soldats ont tout pris. 
Le 28 juin au matin, les Allemands se préparent à partir. À l'aide de lance-flammes, de grenades incendiaires et de bûches, ils mettent le feu aux maisons. Les femmes restées dans les maisons prennent le minimum de bagages possible en vue de quitter le village. À 12 h 30 après avoir fait sonner les cloches, les Allemands partent en chantant et en jouant de l'accordéon. Ils donnent l’ordre aux habitants de ne sortir que dans une heure. Les survivants découvrent alors l'horreur : les corps des otages gisent déchiquetés sous le porche de l'église, celui du curé, partiellement dévêtu, est découvert dans le clocher. D'autres corps sont retrouvés sur les routes ou dans les hameaux voisins.
Le massacre a fait en tout 27 victimes, dont les obsèques sont célébrées le 1er juillet suivant à cause d’un manque de cercueils. Ils sont placés en haut du cimetière, sous des croix blanches afin de représenter les crimes commis par les nazis.
Dans le journal Libération, du 7 août, les atrocités allemandes dans le Morvan sont en première page de l’hebdomadaire. Celui-ci met en relation le massacre de Dun-les-Places et les atrocités d’Oradour sur Glane.

## Politique et administration

### Civile, depuis La Révolution
| Période      | Période  | Identité                       | Étiquette | Qualité              |
| ------------ | -------- | ------------------------------ | --------- | -------------------- |
| 19ème siécle |          | Marie-Augustin Xavier Feuillet |           |                      |
|              | 1908     | Lazare Leuthreau               |           | Marchand de bestiaux |
| mars 2008    | 2020     | Lucienne Biardoux              | DVD       | Retraitée            |
| 25 mai 2020  | En cours | Fabien Bussy                   |           |                      |

### Religieuse
(liste non exhaustive)
- 1697  -  Gabriel Baron, docteur en théologie, archiprêtre de Quarré-les-Tombes, curé de Dun-les-Places, supérieur des sœurs Ursulines de Lormes[17].

## Démographie
L'évolution du nombre d'habitants est connue à travers les recensements de la population effectués dans la commune depuis 1793. Pour les communes de moins de 10 000 habitants, une enquête de recensement portant sur toute la population est réalisée tous les cinq ans, les populations de référence des années intermédiaires étant quant à elles estimées par interpolation ou extrapolation. Pour la commune, le premier recensement exhaustif entrant dans le cadre du nouveau dispositif a été réalisé en 2006.

En 2022, la commune comptait 362 habitants, en évolution de +3,43 % par rapport à 2016 (Nièvre : −3,28 %, France hors Mayotte : +2,11 %).
| 1793  | 1800  | 1806  | 1821  | 1831  | 1836  | 1841  | 1846  | 1851  |
| ----- | ----- | ----- | ----- | ----- | ----- | ----- | ----- | ----- |
| 1 270 | 1 000 | 1 145 | 1 429 | 1 652 | 1 653 | 1 838 | 1 850 | 1 920 |

| 1856  | 1861  | 1866  | 1872  | 1876  | 1881  | 1886  | 1891  | 1896  |
| ----- | ----- | ----- | ----- | ----- | ----- | ----- | ----- | ----- |
| 1 787 | 1 731 | 1 703 | 1 772 | 1 742 | 1 797 | 1 755 | 1 709 | 1 597 |

| 1901  | 1906  | 1911  | 1921  | 1926  | 1931 | 1936 | 1946 | 1954 |
| ----- | ----- | ----- | ----- | ----- | ---- | ---- | ---- | ---- |
| 1 553 | 1 406 | 1 287 | 1 059 | 1 009 | 936  | 827  | 806  | 722  |

| 1962 | 1968 | 1975 | 1982 | 1990 | 1999 | 2006 | 2011 | 2016 |
| ---- | ---- | ---- | ---- | ---- | ---- | ---- | ---- | ---- |
| 702  | 689  | 551  | 528  | 471  | 417  | 353  | 352  | 350  |

| 2021 | 2022 | - | - | - | - | - | - | - |
| ---- | ---- | - | - | - | - | - | - | - |
| 359  | 362  | - | - | - | - | - | - | - |

## Lieux et monuments

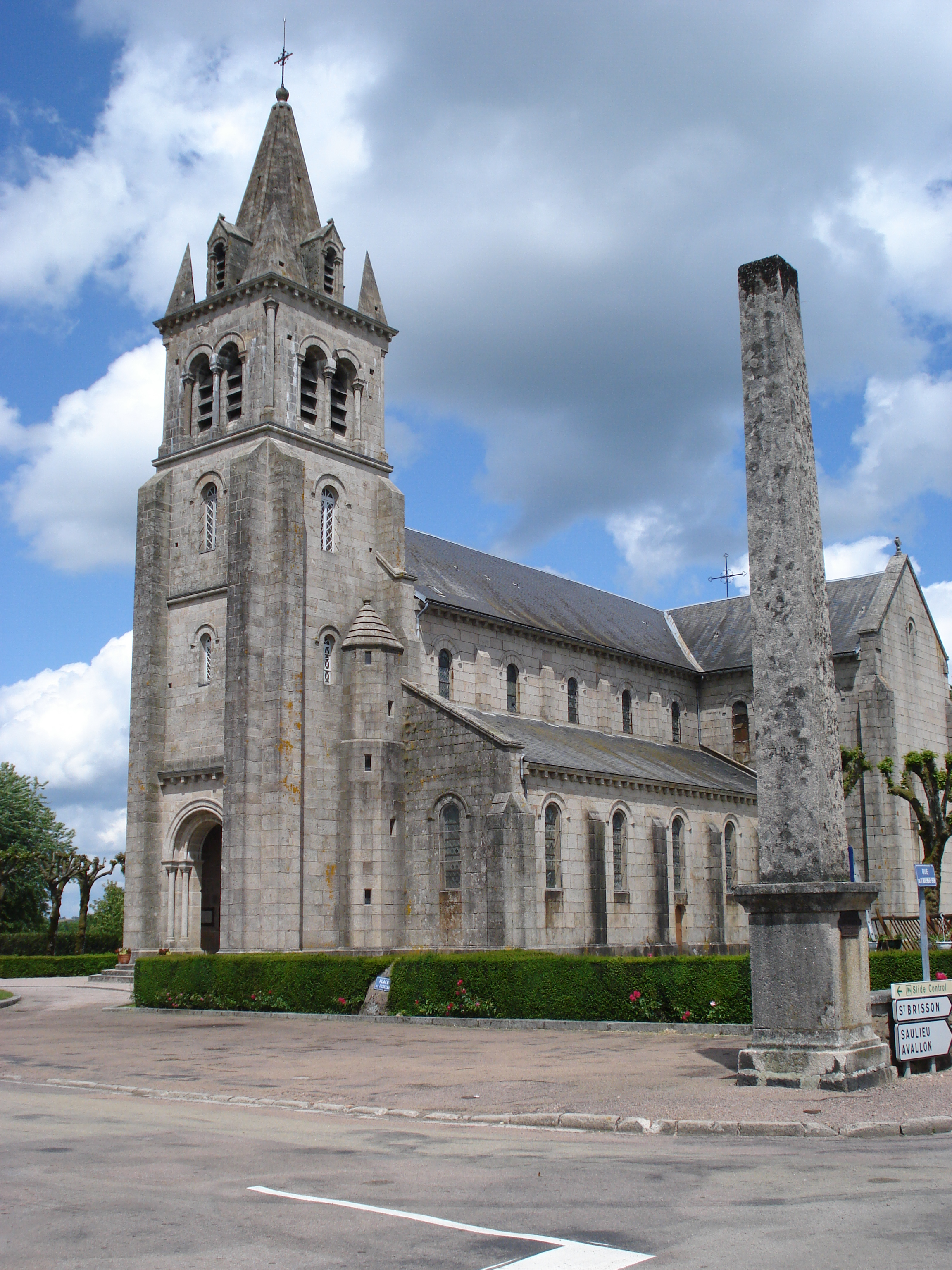
Dun-les-Places, l'église Sainte-Amélie.
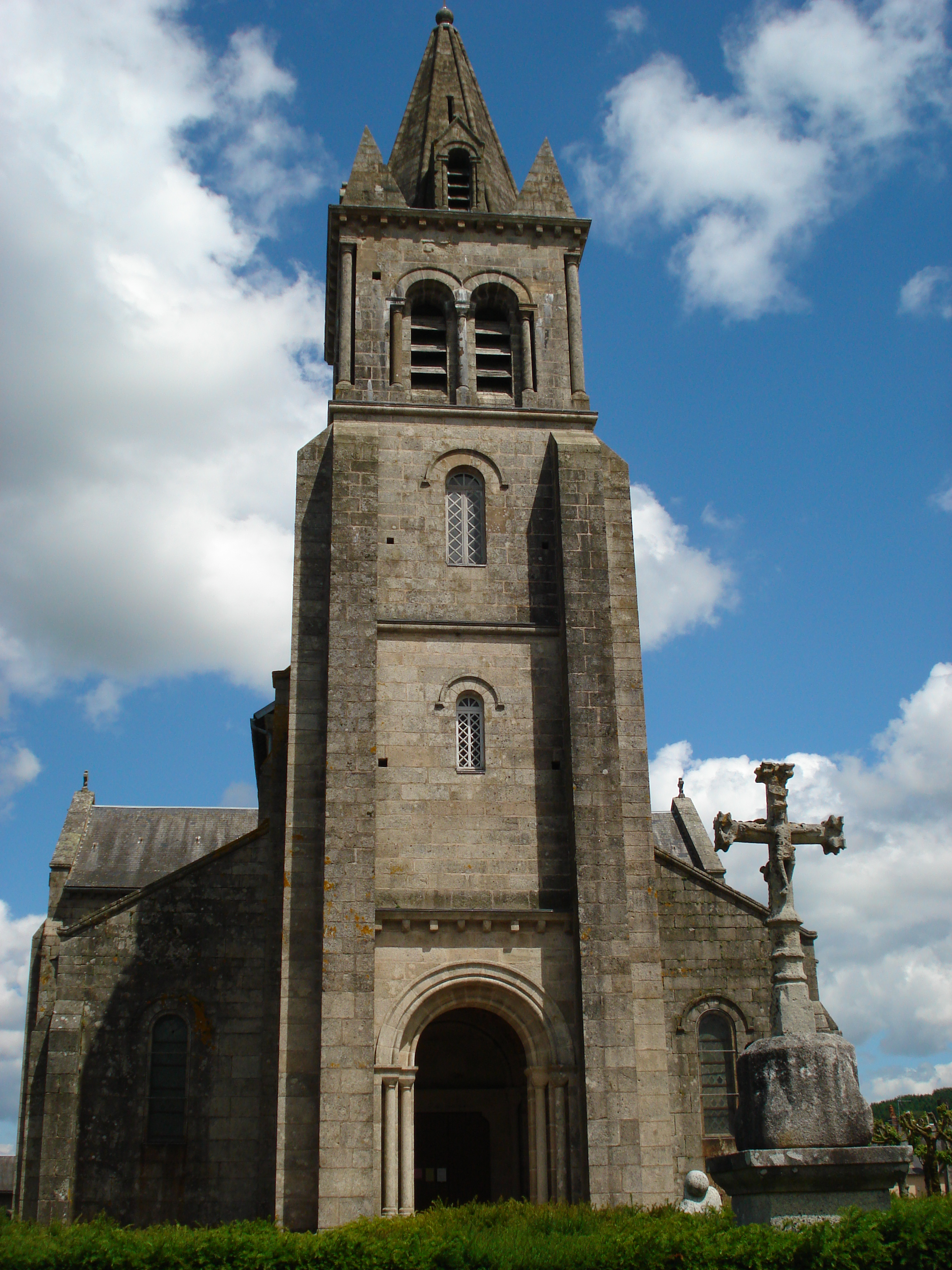
Dun-les-Places, tour de l'église et calvaire.
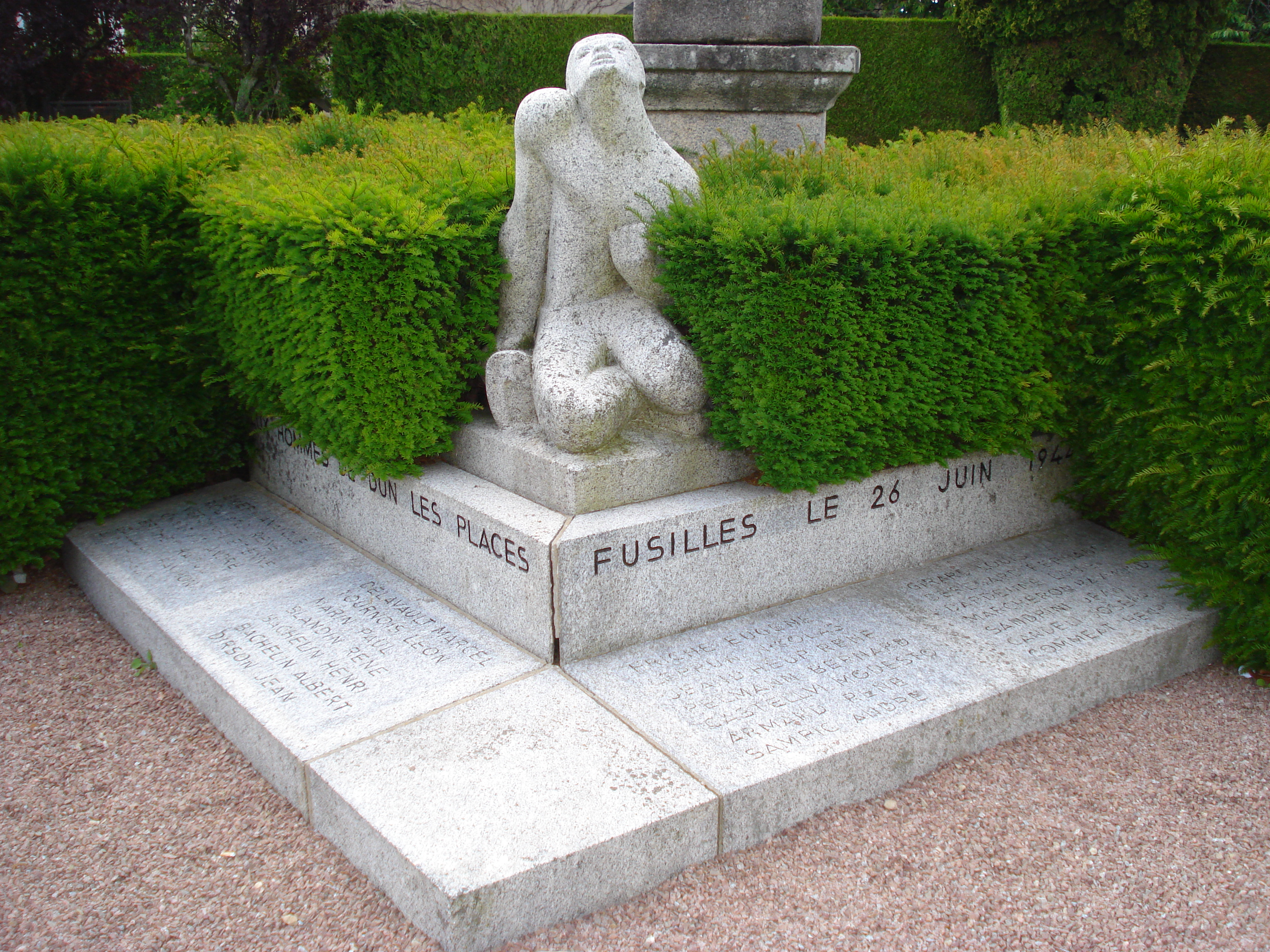
Dun-les-Places, monument des fusillés.
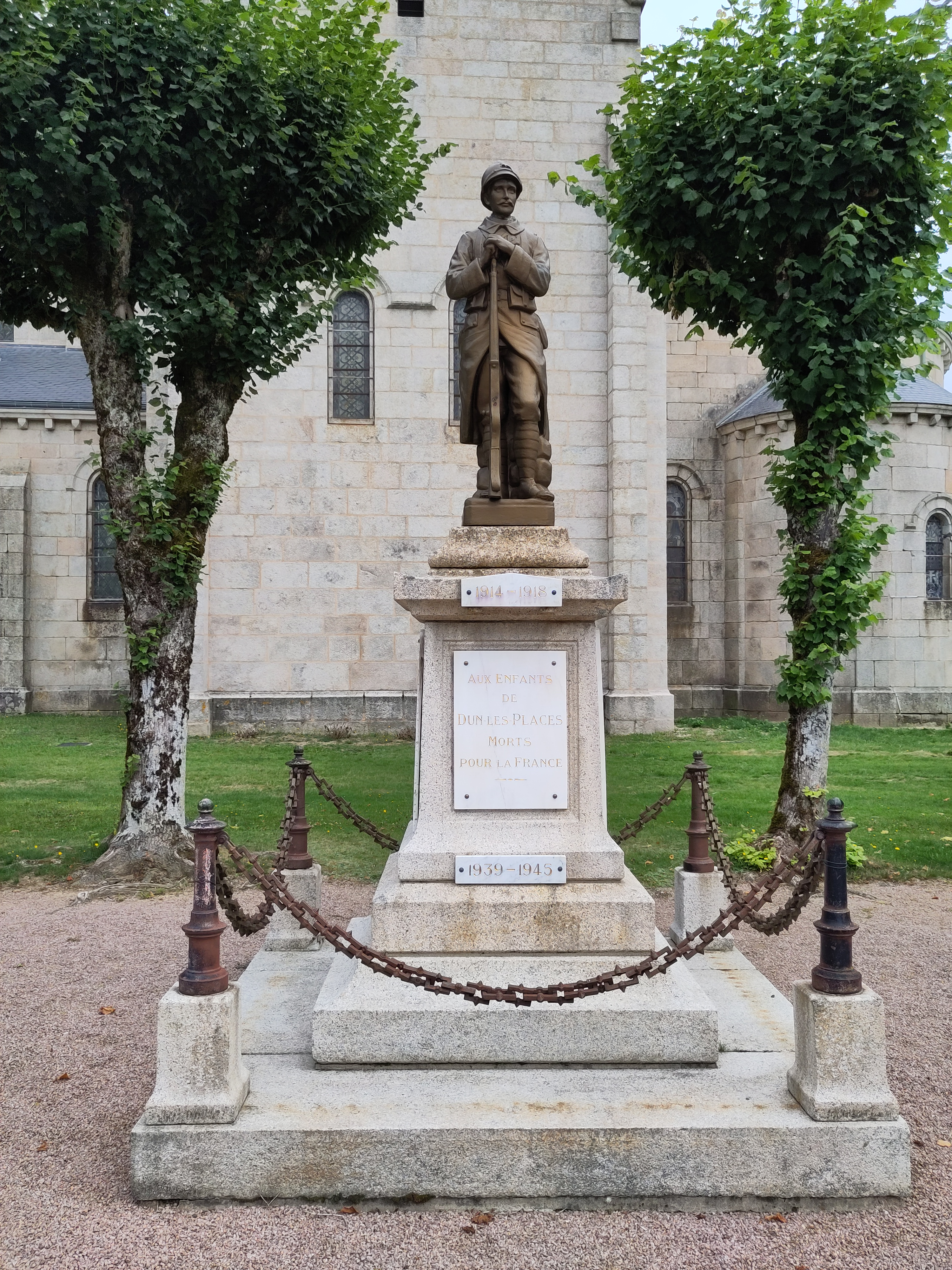
Monument aux morts de 1914-1918 de Dun les Places
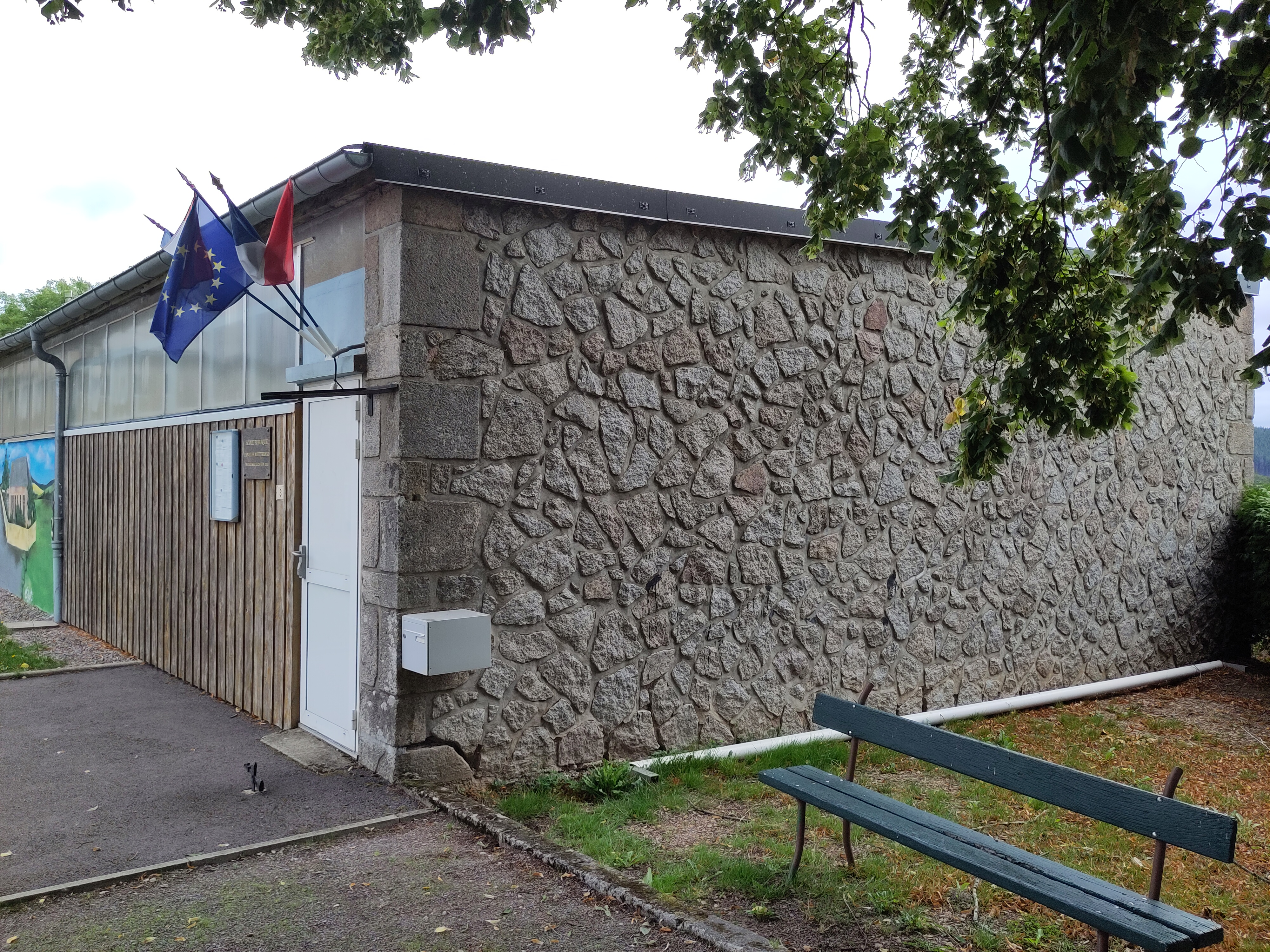
École Danielle Mitterrand
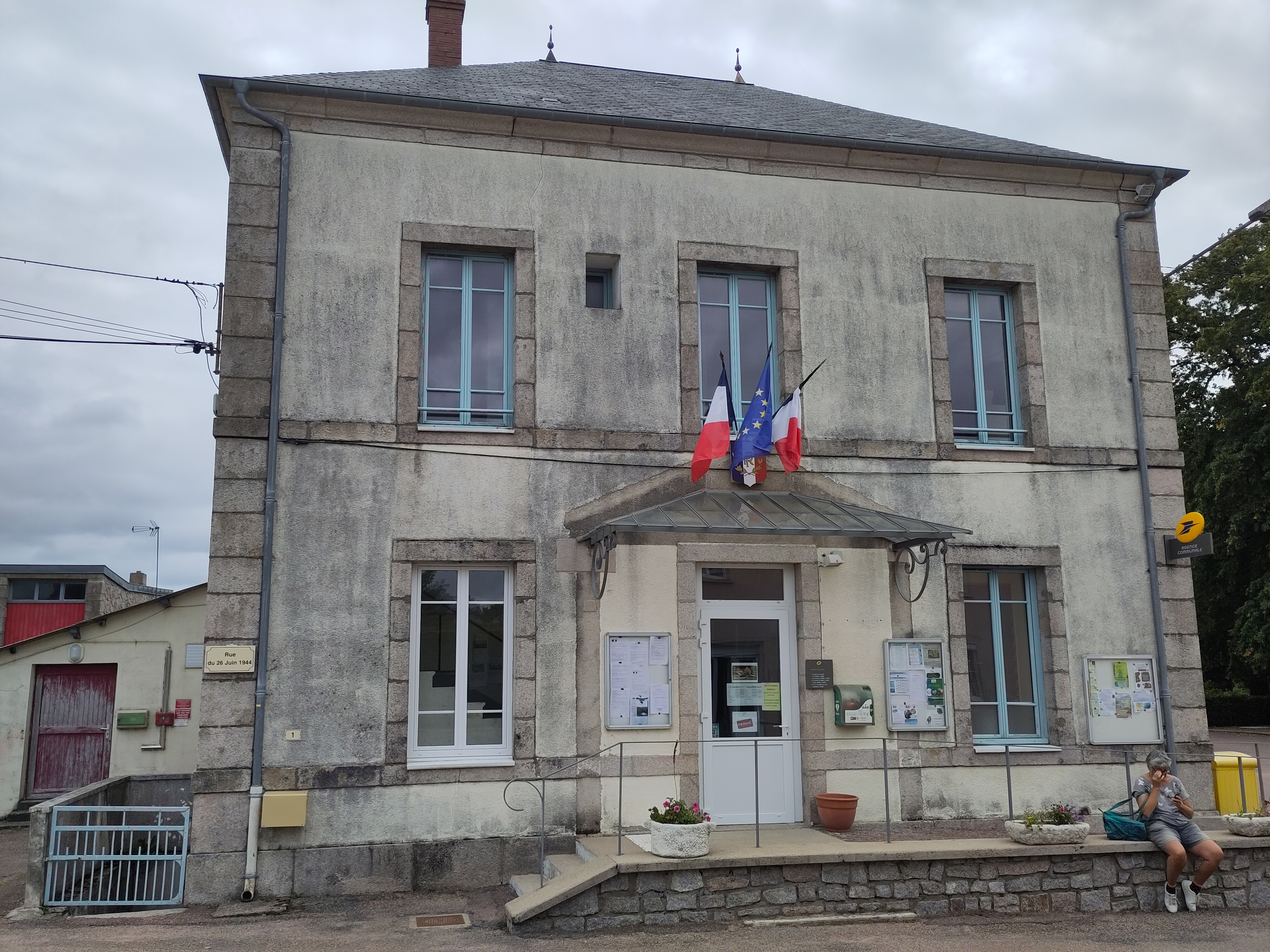
Mairie de Dun-les-Places

### Religieux
- Église Sainte-Amélie de Dun-les-Places.
- Chapelle Saint-Marc, dans les bois, près d'une source sacrée, faisant l'objet d'un pèlerinage à saint Marc. Elle fut vendue au curé de Dun par les moines de l'abbaye Saint-Jean-de-Réome à Moutiers-Saint-Jean le 16 août 1697, elle avait été reconstruite en 1680[22].

## Personnalités liées à la commune
(Liste non exhaustive)
- Marie-Augustin Xavier Feuillet (1774-1861), marin, chevalier, lieutenant de vaisseau, maire de Dun-les-Places et bienfaiteur de la commune.
- Pierre Malardier (1818-1878), maître d'école, élu député de la Nièvre en 1849, révoqué en 1850, en décembre 1851 il est aux côtés du député Jean-Baptiste Baudin sur les barricades à Paris. Exilé, il reviendra et sera incarcéré pour propos tendancieux, puis l'on perd sa trace.
- Lazare Leuthreau (1843-1908), maire et marchand de bestiaux, assassiné en 1908 à Laroche ; procès de son assassin aux assises de la Seine, à Paris.